# Encheloclarias tapeinopterus
Encheloclarias tapeinopterus là một loài cá thuộc họ Clariidae. Nó là loài đặc hữu của Indonesia.